# Sint-Joost-ten-Node
|  | Per a altres significats, vegeu «Saint-Josse-sur-Mer». |

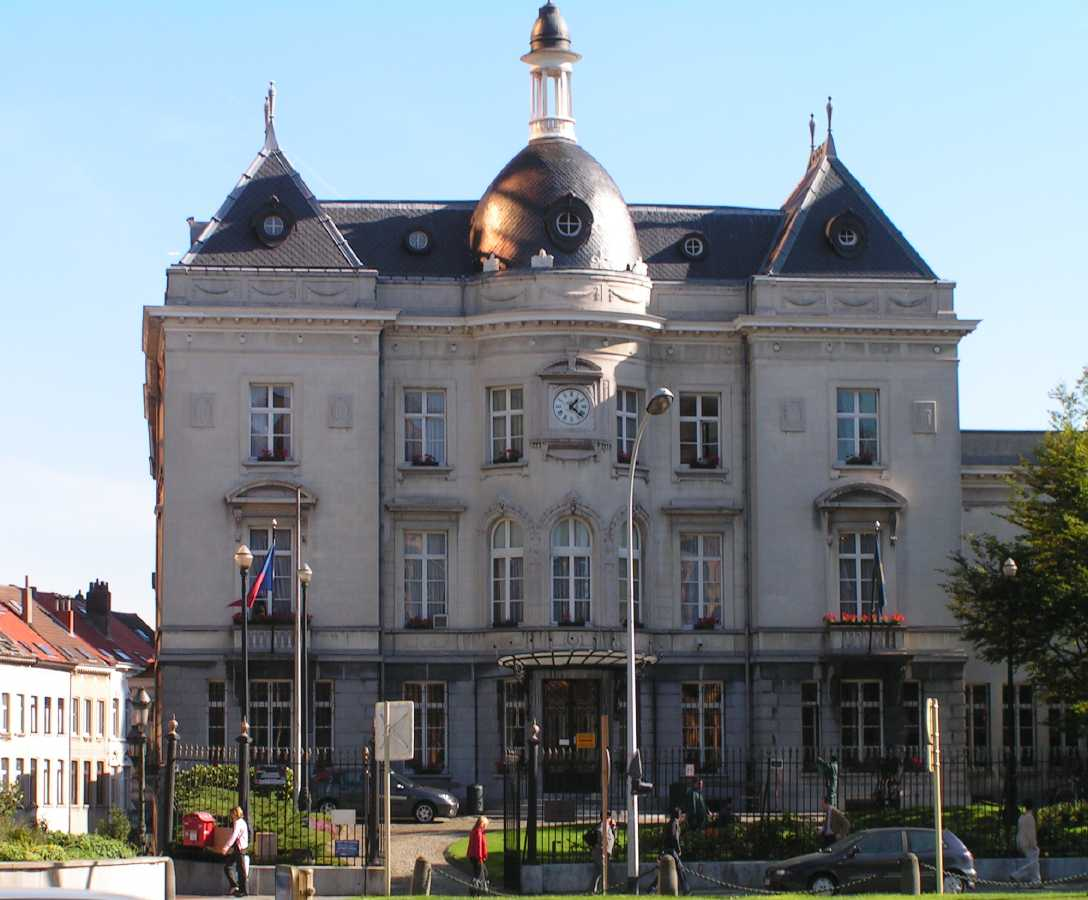
Consistori Municipal de Saint-Josse

Sint-Joost-ten-Node (en francès cooficial Saint-Josse-ten-Noode), sovint denominada Saint-Josse, és un dels dinou municipis de la Regió de Brussel·les-Capital. Limita amb els municipis de Brussel·les i Schaarbeek, i comparteix alguns serveis municipals amb Evere i Schaarbeek.

## Demografia
El municipi tenia 23.142 habitants (11.837 homes i 11.305 dones) l'1 de gener del 2005. Ocupa una superfície d'1,12 km². És el més petit dels dinou municipis que formen la regió de Brussel·les, però el més densament poblat.

### Municipi amb més immigració de Bèlgica
| País d'origen  | 1979           | 1995          |
| Bèlgica        | 12 222 (54,5%) | 9 231 (42,1%) |
| Turquia        | 2 304 (10,3%)  | 3 904 (18,1%) |
| Marroc         | 2 664 (11,9%)  | 3 761 (17,5%) |
| Itàlia         | 1 661 (7,4%)   | 785 (3,6%)    |
| Espanya        | 840 (3,7%)     | 443 (2,1%)    |
| Portugal       | ...            | 209 (1%)      |
| Congo (RDC)    | 198 (0,9%)     |               |
| Població total | 22 409         | 21 522        |

Font: Institut National de Statistiques, xifres de l'1 de gener.

## Burgmestres[2]
- 1800 - 1808: André-Étienne-Joseph O'Kelly
- 1808: Jacques-Joseph De Glimes (Glim)
- 1813: Théodore-Nicolas-Joseph Aerts
- 1815: Jacques-Joseph De Glimes
- 1813 - 1823: Jean-François Wauvermans
- 1823 - 1842: Urbain-Henri Verbist
- 29 de desembre 1842 - 1846: Léonard-Constant Willems
- 18 d'abril 1846 - 1867: Jacques-Joseph-Damas Gillon
- 13 de febrer 1867 - 1870: Louis-Guillaume-Félix Sainctelette
- 1870 - 1884: Fritz Jottrand
- 1885 - 1899: Armand Steurs
- 1900 - 1926: Henri Frick
- 1926 - 1942: Georges Petre, destituït i assassinat pels Rexistes el 1942
- 1944 - 1947: Joseph Déry
- 1947 - 1953: André Saint-Rémi
- 1953 - 1999 : Guy Cudell
- Des del 1999 : Jean Demannez

## Fills il·lustres
- Maurice Kufferath (1852-1919) musicòleg.
- Albert-André Lheureux (1943), fundador del teatre avantguardista Théâtre de l'Esprit Frappeur (1963-1990)